# Casa i ermita de Santa Llúcia
La Casa i ermita de Santa Llúcia és un conjunt monumental de masia i església que forma part de l'Inventari del Patrimoni Arquitectònic Català de Navès (Solsonès).
Es troba a un centenar de metres al sud de la carretera C-26 (de Solsona a Berga), al punt quilomètric 116,6, seguint la indicació "Santa Llúcia".

## Descripció

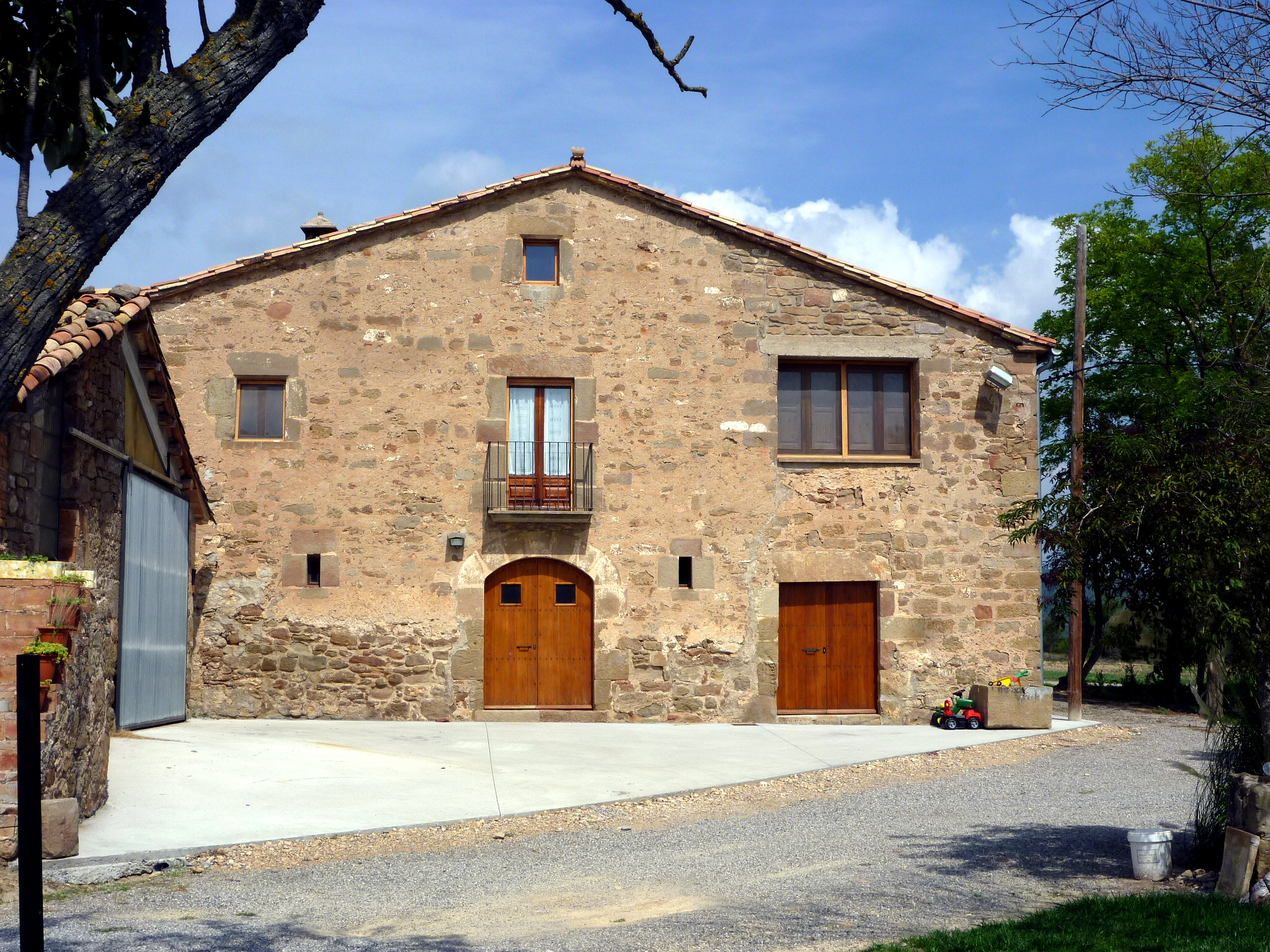
Façana de la masia

L'ermita de Santa Llúcia és una petita ermita de planta rectangular, d'una sola nau sense absis i orientada est-oest. Té la porta allindada amb un petit rosetó al damunt. Cal destacar el porxo que hi ha davant de la porta, sostingut per dos pilars de pedra i sostre de bigues. Té un petit campanar d'espadanya i l'interior està arrebossat.
Al costat de l'ermita es troba la casa de Santa Llúcia, una masia de planta rectangular i orientada nord-sud. El parament, tant de la casa com de l'ermita és de pedres irregulars i les cantonades amb pedres picades i tallades.

### Notícies històriques
Aquesta ermita es va construir quan era creixent la devoció a Santa Llúcia, a la comarca catalana del Solsonès. Es va convertir en un autèntic santuari de devoció, de fet, en els murs interiors hi pengen gran nombre d'ofrenes a la santa. Cada any el dia 13 de desembre, se celebra una gran fira per a tota la gent de la contrada.